# Rallye du Portugal 1987
Le Rallye du Portugal 1987 (21o Rallye de Portugal Vinho do Porto), disputé du 11 au 14 mars 1987, est la cent-soixante-troisième manche du championnat du monde des rallyes (WRC) courue depuis 1973, et la troisième manche du championnat du monde des rallyes 1987.

## Classement général
| Pos | No | Pilote            | Copilote         | Voiture                 | Temps           | Écart         | Groupe |
| --- | -- | ----------------- | ---------------- | ----------------------- | --------------- | ------------- | ------ |
| 1   | 3  | Markku Alén       | Ilkka Kivimäki   | Lancia Delta HF 4WD     | 7 h 09 min 39 s |               | A      |
| 2   | 4  | Jean Ragnotti     | Pierre Thimonier | Renault 11 Turbo        | 7 h 12 min 32 s | + 2 min 53 s  | A      |
| 3   | 5  | Kenneth Eriksson  | Peter Diekmann   | Volkswagen Golf GTI     | 7 h 14 min 37 s | + 4 min 58 s  | A      |
| 4   | 1  | Juha Kankkunen    | Juha Piironen    | Lancia Delta HF 4WD     | 7 h 20 min 46 s | + 11 min 07 s | A      |
| 5   | 7  | François Chatriot | Michel Périn     | Renault 11 Turbo        | 7 h 25 min 14 s | + 15 min 35 s | A      |
| 6   | 17 | Georg Fischer     | Thomas Zeltner   | Audi Coupé Quattro      | 7 h 29 min 07 s | + 19 min 28 s | A      |
| 7   | 18 | Rudolf Stohl      | Ernst Rohringer  | Audi Coupé Quattro      | 7 h 38 min 18 s | + 28 min 39 s | A      |
| 8   | 6  | Massimo Biasion   | Tiziano Siviero  | Lancia Delta HF 4WD     | 7 h 44 min 05 s | + 34 min 26 s | A      |
| 9   | 14 | Joaquim Santos    | Miguel Oliveira  | Ford Sierra RS Cosworth | 7 h 52 min 59 s | + 43 min 20 s | A      |
| 10  | 12 | Jorge Recalde     | Jorge Del Buono  | Fiat Uno Turbo          | 7 h 55 min 09 s | + 45 min 30 s | A      |